# EI Большого Пса
EI Большого Пса (лат. EI Canis Majoris) — двойная затменная переменная звезда типа Алголя (EA) в созвездии Большого Пса на расстоянии приблизительно 7258 световых лет (около 2225 парсеков) от Солнца. Видимая звёздная величина звезды — от +14,1m до +12,47m. Орбитальный период — около 10,61 суток.